# Emilie Bragstad
Emilie Bragstad, född den 16 december 2001, är en norsk fotbollsspelare.

## Karriär
Bragstad inledde sin seniorkarriär i Rosenborg BK år 2017. 2022 kontrakterades hon av FC Bayern München varifrån hon 2024 av Bayer 04 Leverkusen. 2025 värvades hon av Hammarby IF. Hon har även representerat det norska damlandslaget där hon debuterade år 2021.